# OS X Mountain Lion
OS X Mountain Lion (версия 10.8) — девятый основной выпуск macOS, настольной и серверной операционной системы Apple Inc. для компьютеров Macintosh. OS X Mountain Lion была выпущена 25 июля 2012 года для покупки и загрузки через Mac App Store в рамках перехода к выпуску версий OS X онлайн и каждый год, а не каждые два года. Названная так, чтобы обозначить ее статус как усовершенствования предыдущей версии OS X Lion, заявленными целями Apple при разработке Mountain Lion были предоставление пользователям возможности более легкого управления и синхронизации контента между несколькими устройствами Apple и сделать операционную систему более привычной.
Операционная система получила новую систему блокировки вредоносных программ Gatekeeper и интеграцию с онлайн-сервисами Game Center и iCloud от Apple, в то время как веб-браузер Safari был обновлен до версии 6. Как и в iOS, Notes и Reminders стали полноценными приложениями, отдельными от Mail и Calendar, в то время как приложение iChat было заменено версией iOS Messages. Mountain Lion также добавила версию Центра уведомлений iOS, который группирует обновления из разных приложений в одном месте. Интегрированные ссылки, позволяющие пользователю быстро переносить контент в Twitter, присутствовали в операционной системе с момента запуска. Интеграция с Facebook также была запланирована, но не завершена на дату запуска. Она была выпущена как загружаемое обновление позже.
OS X Mountain Lion получила положительные отзывы, критики хвалили Центр уведомлений, Сообщения и улучшения скорости по сравнению с OS X Lion, в то время как iCloud критиковали за ненадежность, а Game Center за отсутствие игр. Mountain Lion продала три миллиона единиц за первые четыре дня и продала 28 миллионов единиц по состоянию на 10 июня 2013 года, что сделало ее самым популярным релизом OS X от Apple. Mountain Lion была последним платным обновлением для основного релиза OS X, а OS X Mavericks и более поздние версии были бесплатными. Позднее Apple разрешила бесплатную загрузку ОС, особенно для клиентов старых и больше официально не поддерживаемых компьютеров Macintosh, начиная с 30 июня 2021 года. Та же практика применялась и к ее предшественнице, OS X Lion.

## Анонс
Впервые о начале разработки Mountain Lion было объявлено 16 февраля 2012 года, тогда же был выпущен первый developer preview. Решение выпустить систему на год раньше (до этого цикл разработки Apple составлял два года) стал неожиданностью для разработчиков. По мнению некоторых экспертов, данное решение обусловлено скорым выпуском Windows 8.
Конкретная дата выпуска 25 июля была подтверждена только накануне, 24 июля, генеральным директором Apple Тимом Куком в рамках объявления о доходах Apple за третий квартал 2012 года. Операционная система была выпущена в Mac App Store 25 июля 2012 года, где было продано 3 миллиона единиц за первые четыре дня выпуска.

## Системные требования
- Mac OS X v10.6.8 или новее
- 2 ГБ оперативной памяти
- 8 ГБ свободного места на жестком диске
- Некоторые функции (например, iCloud) требуют наличия интернет-соединения
- Функция Power Nap работает только на компьютерах с SSD
- Некоторые функции требуют Apple ID

### Поддерживаемые компьютеры
- iMac (середина 2007 или новее)
- MacBook (конец 2008 (алюминиевый), начало 2009 (пластиковый) или новее)
- MacBook Pro (середина 2007 или новее)
- Xserve (начало 2009)
- MacBook Air (конец 2008 или новее)
- Mac mini (начало 2009 или новее)
- Mac Pro (начало 2008 или новее)

## Новые функции (по сравнению с OS X Lion)
- Диктовка — Позволяет преобразовывать речь в текст (русский язык не поддерживается).
- Более тесная интеграция с iCloud — теперь в «облако» сохраняются все заметки, документы, календари и файлы. Синхронизация данных между компьютерами выполняется автоматически.
- Центр уведомлений — боковая панель, доступная из любого приложения. Отображает последние события на компьютере (входящая почта, сообщения, события в календаре и т.д.).
- Сообщения — замена iChat с поддержкой iMessage.
- Заметки — аналог одноименного приложения в iOS. В такие заметки можно вставлять фотографии, файлы и обмениваться результатом по почте или iCloud.
- Напоминания — встроенная система полностью копирует функциональность мобильной версии.
- Share — во многих программах (напр., Safari, Просмотр фотографий и т.д.) появилась кнопка, позволяющая делиться информацией в социальных сетях (Facebook, Twitter, Flickr и др.).
- Gatekeeper — система будет следить за тем, какие файлы и программы открываются пользователем и блокировать потенциально опасные операции. Есть возможность полностью заблокировать любые установки программ, разрешив установку только из Mac App Store.
- Power Nap — автоматическая загрузка новой почты, резервное копирование, обновление ПО в режиме сна.
- Twitter — возможность отправки твитов из Центра уведомлений и многих программ.
- Facebook — аналогично интеграции с Twitter.

- AirPlay Mirroring — возможность передачи изображения на экране Mac (модели 2011 года и новее) на Apple TV.

## Встроенные приложения
- Калькулятор — калькулятор с продвинутым функционалом
- Календарь
- Шахматы
- Контакты
- Dashboard — набор виджетов
- Словарь
- FaceTime
- Шрифты
- iTunes
- Launchpad — все установленные приложения в одном месте
- App Store — магазин приложений для Mac.
- Mail — почтовый клиент от Apple.
- Сообщения
- Mission Control
- Заметки
- Photo Booth
- Просмотр
- QuickTime — плеер для воспроизведения видео.
- Напоминания
- Safari — популярный интернет-браузер.
- Системные настройки
- TextEdit — текстовый редактор с простыми функциями.
- Time Machine — программа для резервного копирования.

### Утилиты
- Automator — создание скриптов для автоматизации часто выполняемых процессов.
- Мониторинг системы
- AirPort-утилита
- Редактор AppleScript
- Настройка Audio-MIDI
- Обмен файлами по Bluetooth
- Ассистент Boot Camp
- Утилита ColorSync
- Консоль
- Колориметр DigitalColor
- Дисковая утилита
- Снимок экрана
- Grapher — построение графиков по задаваемым формулам.
- Связка ключей
- Ассистент миграции
- Сетевая утилита
- Утилита RAID
- Информация о системе
- Терминал
- Утилита VoiceOver
- DVD-плеер
- Захват изображений
- Записки

## Поддерживаемые языки
Английский, арабский, венгерский, голландский, греческий, датский, иврит, испанский, итальянский, каталонский, китайский (традиционный и упрощенный), корейский, немецкий, норвежский, польский, португальский (традиционный и бразильский португальский), румынский, русский, словацкий, тайский, турецкий, украинский, упрощенный китайский, финский, французский, хорватский, чешский, шведский, японский.

## Переименованные приложения
- iCal переименован в «Календарь»
- «Адресная книга» переименована в «Контакты»
- iChat заменен приложением «Сообщения»

## Исчезнувшие возможности
- Удалена поддержка RSS в Mail и Safari
- Software Update объединен с Mac App Store
- X11.app устанавливается по требованию пользователя.
- Приложения для записи и публикации подкастов доступны только в серверной версии OS X.

## Восприятие
В целом OS X Mountain Lion получила положительные отзывы, пользователи посчитали её серьёзным улучшением по сравнению с 10.7 Lion. Джон Сиракуза из Ars Technica сказал, что 10.8 исправила и упростила изменения пользовательского интерфейса, внесённые в Lion, заявив, что она стала «тем, чем должна была быть 10.7», и что более высокая скорость и новые функции заслуживают обновления. Затем он добавил: «Если бы нам пришлось ждать два года после 10.6 следующего крупного релиза OS X, велика вероятность, что худшие ошибки Lion просто приземлились бы у нас на пороге сегодня. Я возьму 10.8, спасибо».
Многие обозреватели заметили, что Mountain Lion оказался значительно стабильнее своего предшественника. Джейсон Снелл из Macworld отметил: «В целом я обнаружил, что Mountain Lion — это стабильный, надёжный релиз. Даже предварительные сборки были гораздо стабильнее, чем я ожидал от бета-версий OS X, что заставляет меня задуматься, не ведёт ли новый ежегодный график Apple к более осторожным инкрементным обновлениям (с меньшим количеством ошибок), а не к большим скачкам (с большим количеством неприятных багов)».

Брайан Хитер из Engadget подчеркнул, что новые функции представляют собой попытку объединить лучшие элементы OS X и iOS:
«Эти функции отражают довольно агрессивную попытку соединить лучшее из OS X и iOS в одном продукте — стратегию, которую мы впервые увидели с появлением Mac App Store на Snow Leopard и с запуском Launchpad в прошлом году в Lion. [...] Похоже, что для Apple пришло время сделать смелое заявление на фронте настольных компьютеров. Компания, очевидно, сосредоточилась на мобильной стороне — и нет сомнений, почему: iPhone и iPad возродили компанию, сделав её игроком на рынке вычислительной техники в масштабах, которые никто (кроме, возможно, самого Джобса) не мог предсказать десять лет назад. Однако пользователям OS X может быть сложно не чувствовать себя забытыми — многие из недавних нововведений выглядят слегка позаимствованными из iOS. Когда и если Apple выпустит новую операционную систему в это же время в следующем году, мы надеемся увидеть совершенно иную сторону Mac OS». 
MG Siegler из TechCrunch заметил, что разница между Lion и Mountain Lion гораздо значительнее, чем между Leopard и Snow Leopard, поскольку Mountain Lion привносит множество новых функций, отсутствовавших в Lion. Он также похвалил совместимость приложений и отметил, что единственным необходимым обновлением стало добавление центра уведомлений для приложений. 
Джим Далримпл из The Loop дал следующую оценку: «В среду, когда Mountain Lion появится в Mac App Store, будут написаны тысячи слов, но давайте сразу перейдем к делу: стоит ли Mountain Lion обновления? Ответ однозначный — да, безусловно стоит». И добавил, что за 19,99 долларов эта покупка более чем оправдана. 
Давид Пог из The New York Times написал: «В общем, Mountain Lion — это мягкое, продуманное обновление. Не все 200 новых функций стоят внимания, но 10, которыми вы будете пользоваться ежедневно, однозначно оправдывают цену в 20 долларов» .

### Критика
Несмотря на положительную реакцию большинства, не все разделяли восторги. Например, Хесус Диаз из Gizmodo высказал мнение, что Apple исчерпала запас идей, и предположил, что Windows 8 от Microsoft может превзойти OS X по части инноваций. Также компания столкнулась с критикой за отсутствие официального пути обновления для владельцев рабочих станций Mac Pro 2006 года. 
Самым слабым местом Mountain Lion стал Game Center. Обозреватели критиковали его за недостаток доступных игр, проблемы с надёжностью и отсутствием полноценной интеграции с играми для iOS. Скотт Штейн из CNET высказался следующим образом: «Игры, совместимые с Game Center, получат достижения, таблицы лидеров... и, возможно, возможность кросс-платформенной игры. На момент написания статьи мне удалось найти лишь семь игр с поддержкой Game Center в Mac App Store», добавив: «До тех пор пока Game Center не станет полноценным порталом для всех игр на Mac и реальной площадкой для кросс-платформенной игры между iOS и Mac, вряд ли кто-то всерьёз заинтересуется им». Мэтт Кларк из MacLife пошёл дальше, предположив, что если разработчики не начнут активно создавать приложения для Game Center, этот сервис рискует остаться невостребованным.
Тем не менее, несмотря на отдельные недостатки, Mountain Lion установил рекорд продаж: за первые четыре дня было реализовано три миллиона копий, что сделало её самой успешной версией OS X на тот момент. Согласно отчёту Chitika Insights, за первые 48 часов после выхода доля пользователей Mountain Lion составила 3,2%, а за первый месяц проникновения достигло 10%.

## История версий
| Версия | Сборка      | Дата             | Имя ОС      | Примечания | Автономная загрузка                                                    |
| ------ | ----------- | ---------------- | ----------- | --- | ---------------------------------------------------------------------- |
| 10.8   | 12A269 (GM) | 25 июля 2012     | Darwin 12.0 | Оригинальный релиз в Mac App Store |                                                                        |
| 10.8.1 | 12B19       | 23 августа 2012  | Darwin 12.1 | Обновление | Индивидуальное обновление                                              |
| 10.8.2 | 12C54       | 19 сентября 2012 | Darwin 12.2 | Обновление | Индивидуальное обновление Комбинированное обновление (включает 10.8.1) |
| 10.8.2 | 12C60       | 4 октября 2012   | Darwin 12.2 | Обновление (дополнительное обновление) | Дополнительное обновление                                              |
| 10.8.2 | 12C2034     | 23 октября 2012  | Darwin 12.2 | Версия для Mac mini (конец 2012) | Индивидуальное обновление                                              |
| 10.8.3 | 12D78       | 14 марта 2013    | Darwin 12.3 | Обновление, Safari 6.0.3, Boot Camp 5, поддерживающий Windows 8 | Индивидуальное обновление                                              |
| 10.8.4 | 12E55       | 4 июня 2013      | Darwin 12.4 | Обновление, Safari 6.0.5, решение некоторых проблем с Wi-Fi, iMessage | Индивидуальное обновление                                              |
| 10.8.5 | 12F37       | 12 сентября 2013 | Darwin 12.5 | Устранение проблемы с сообщениями в почте mail, Надежность в Xsan, Надежность при передаче больших файлов через Ethernet. Подробнее об обновлении на сайте http://support.apple.com/kb/HT5815 | Индивидуальное обновление                                              |